# Cleopatra II
Cleopatra Filomètore Sotèira (in greco antico: Κλεοπάτρα Φιλομήτωρ Σωτήιρα?, Kleopàtra Philomḕtōr Sōtḕira; 185 a.C. circa – 116 a.C.), chiamata alla storiografia moderna Cleopatra II, è stata una regina egizia del periodo tolemaico.

## Biografia
Figlia di Tolomeo V e di Cleopatra I dopo la morte della madre (175) si sposò con il fratello Tolomeo VI nel 173 a.C. ed insieme all'altro fratello Tolomeo VIII furono correggenti d'Egitto dal 171 a.C. al 164.
Nel 170 Antioco IV re di Siria invase l'Egitto, provocando una guerra, vinta dall'Egitto con l'aiuto di Roma nel 168.
Cleopatra divenne reggente per il figlio Tolomeo VII in seguito alla morte del padre avvenuta nel 145 e l'anno seguente sposò l'altro suo fratello Tolomeo VIII Evergete II "Fiscone".
Questi, ucciso il nipote, si proclamò re d'Egitto e nel 142 sposò la nipote Cleopatra III, ripudiando la sorella.
Nel 131 Cleopatra II scatenò una rivolta contro il Fiscone e riuscì a cacciare lui e la moglie da Alessandria d'Egitto. A questo punto Cleopatra proclamò re il figlio dodicenne di Fiscone, Tolomeo Menfite. Tolomeo VIII riuscì a far assassinare il figlio e mandò i pezzi del corpo a Cleopatra. Seguì quindi una sorta di guerra civile fra Alessandria, fedele a Cleopatra, ed il resto del paese controllato da Tolomeo. Dopo aver inutilmente tentato di offrire il trono a Demetrio II, nel 127 a.C. Cleopatra lasciò l'Egitto e si rifugiò in Siria.
Tornata in patria nel 124 a.C. si riconciliò con il fratello e la figlia e governò con loro, fino alla morte di Tolomeo VIII avvenuta nel 116. Poco dopo morì anche lei.

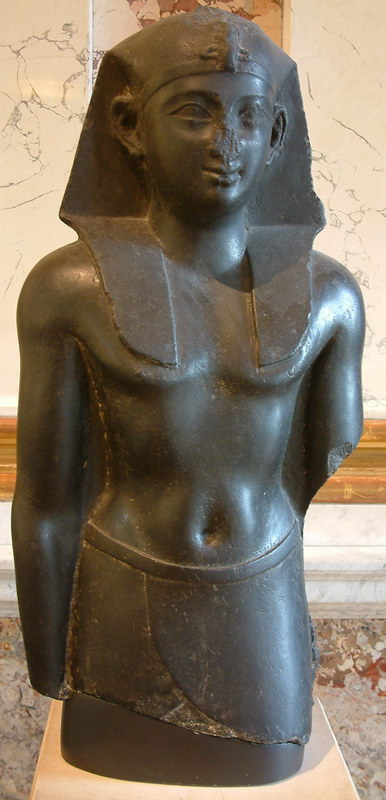
Torso di un faraone tolemaico, forse Tolomeo V, padre di Cleopatra II. Museo del Louvre, Parigi.
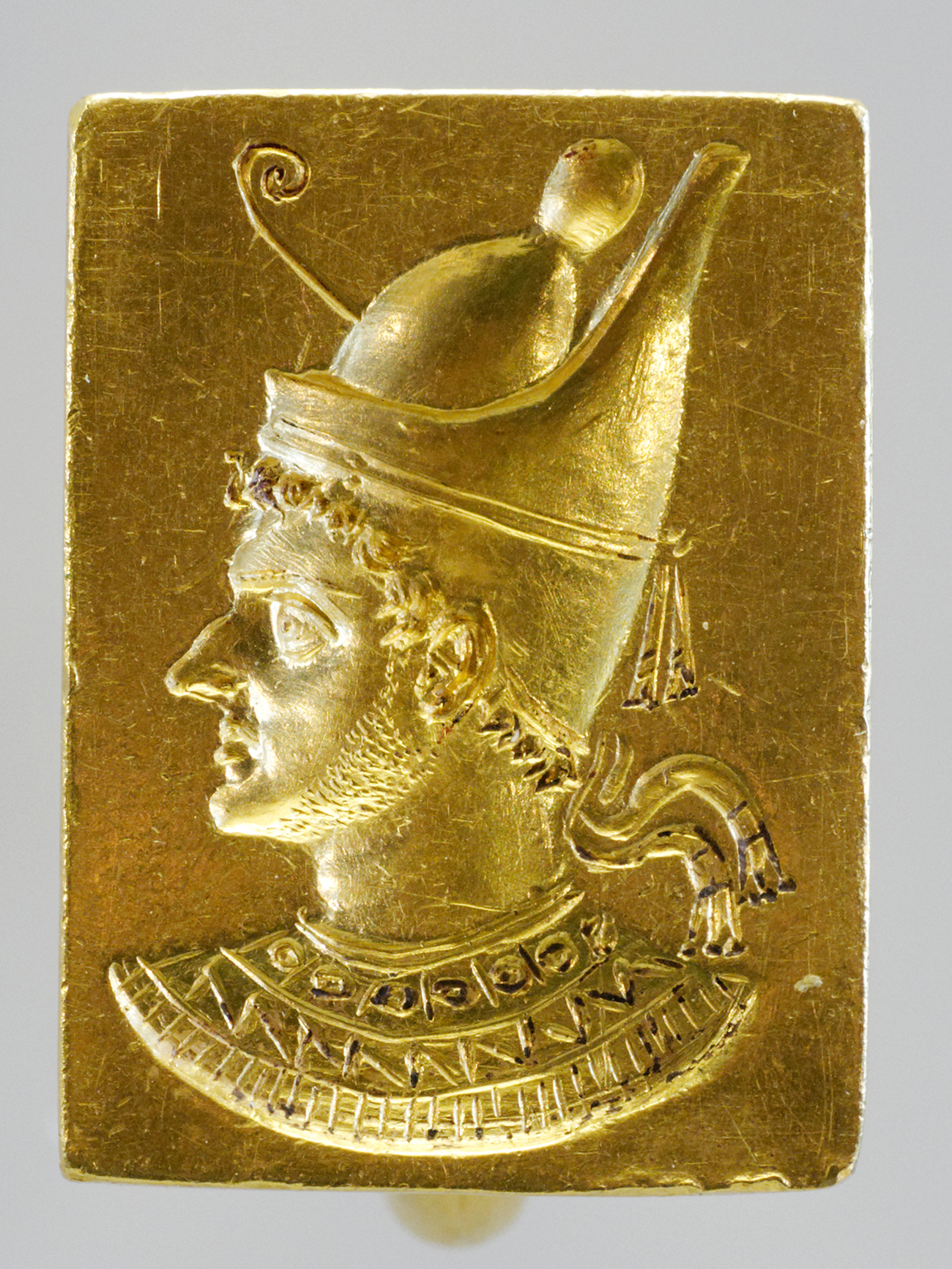
Anello con l'effigie di Tolomeo VI Filometore, fratello e sposo di Cleopatra II, in oro. Museo del Louvre, Parigi.

## Discendenza
Da suo fratello maggiore e primo marito, Tolomeo VI, ebbe almeno cinque figli: 
- Tolomeo Eupatore (166 a.C. – 152 a.C.);
- Cleopatra Tea (164 a.C. – 120 a.C.). Si sposò tre volte e morì assassinata dal suo stesso figlio;
- Berenice (163/160 a.C. – 150 a.C.);
- Cleopatra III Evergete Filometore Soteira (160/153 a.C. – 101 a.C.). Sposò lo zio, nonché patrigno, Tolomeo VIII;
- Tolomeo VII Neo Filopatore (152 a.C. – 143 a.C.). Morì assassinato dallo zio e patrigno Tolomeo VIII.

Da suo fratello minore e secondo marito, Tolomeo VIII, ebbe almeno un figlio: 
- Tolomeo Menfite (nato nel 144/142 a.C.).

## Ascendenza
|              |            |                        | Genitori              |  |  | Nonni |  |  | Bisnonni   |  |  | Trisnonni  |  |
|              |            |                        |                       |  |  |       |  |  | Tolomeo IV |  |  | Tolomeo II |  |
|              |            |                        |                       |  |  |       |  |  | Tolomeo IV |  |  | Tolomeo II |  |
|              |            | Arsinoe I              |                       |  |  |       |  |  | Tolomeo IV |  |  |            |  |
| Tolomeo IV   |            |                        |                       |  |  |       |  |  | Tolomeo IV |  |  |            |  |
|              |            | Arsinoe III            | Magas di Cirene       |  |  |       |  |  |            |  |  |            |  |
|              |            | Arsinoe III            | Magas di Cirene       |  |  |       |  |  |            |  |  |            |  |
|              |            | Arsinoe III            | Apama II              |  |  |       |  |  |            |  |  |            |  |
| Tolomeo V    |            | Arsinoe III            |                       |  |  |       |  |  |            |  |  |            |  |
|              |            | Tolomeo III            | Tolomeo II            |  |  |       |  |  |            |  |  |            |  |
|              |            | Tolomeo III            | Tolomeo II            |  |  |       |  |  |            |  |  |            |  |
|              |            | Tolomeo III            | Arsinoe I             |  |  |       |  |  |            |  |  |            |  |
| Arsinoe III  |            | Tolomeo III            |                       |  |  |       |  |  |            |  |  |            |  |
|              |            | Berenice II            | Magas di Cirene       |  |  |       |  |  |            |  |  |            |  |
|              |            | Berenice II            | Magas di Cirene       |  |  |       |  |  |            |  |  |            |  |
|              |            | Berenice II            | Apama II              |  |  |       |  |  |            |  |  |            |  |
| Cleopatra II |            | Berenice II            |                       |  |  |       |  |  |            |  |  |            |  |
|              | Seleuco II | Antioco II             |                       |  |  |       |  |  |            |  |  |            |  |
|              | Seleuco II | Antioco II             |                       |  |  |       |  |  |            |  |  |            |  |
|              | Seleuco II | Laodice I              |                       |  |  |       |  |  |            |  |  |            |  |
| Antioco III  | Seleuco II |                        |                       |  |  |       |  |  |            |  |  |            |  |
|              |            | Laodice II             | Andromaco             |  |  |       |  |  |            |  |  |            |  |
|              |            | Laodice II             | Andromaco             |  |  |       |  |  |            |  |  |            |  |
|              |            | Laodice II             | …                     |  |  |       |  |  |            |  |  |            |  |
| Cleopatra I  |            | Laodice II             |                       |  |  |       |  |  |            |  |  |            |  |
|              |            | Mitridate II del Ponto | Ariobarzane del Ponto |  |  |       |  |  |            |  |  |            |  |
|              |            | Mitridate II del Ponto | Ariobarzane del Ponto |  |  |       |  |  |            |  |  |            |  |
|              |            | Mitridate II del Ponto | …                     |  |  |       |  |  |            |  |  |            |  |
| Laodice III  |            | Mitridate II del Ponto |                       |  |  |       |  |  |            |  |  |            |  |
|              |            | Laodice                | Antioco II            |  |  |       |  |  |            |  |  |            |  |
|              |            | Laodice                | Antioco II            |  |  |       |  |  |            |  |  |            |  |
|              |            | Laodice                | Laodice I             |  |  |       |  |  |            |  |  |            |  |
|              |            | Laodice                |                       |  |  |       |  |  |            |  |  |            |  |